# Flowers
Flowers (с англ. — «Цветы») — студийный альбом шведской группы Ace of Base, вышедший 14 июля 1998 года в Европе, Азии и Африке и 10 августа в Великобритании.
Американская версия диска под названием Cruel Summer была выпущена 1 сентября 1998 года. Она содержала несколько дополнительных ремиксов и один новый трек. Великобритания, Япония и Австралия получили альбом, состоящий из песен европейской и американской версии, при этом оригинальное название альбома Flowers было сохранено лишь в Великобритании и Австралии. В Японии альбом назывался так же, как и в Америке. В 2020 году анонсировано переиздание альбома на цветном виниле в рамках бокс-сета All That She Wants: The Classic Albums с комбинированным треклистом из 14 композиций.

## Продажи и чарты
Flowers содержал несколько достаточно успешных композиций, например, сингл «Life Is a Flower» был признан самой проигрываемой песней на радио в 1998 году, а синглы «Cruel Summer» и «Always Have, Always Will» попали в топ-10 лучших песен. В Америке альбом продавался плохо, это был последний альбом, выпущенный в США. По всему миру было продано около 3 миллионов копий.
По продажам альбом был признан золотым в Швеции и Дании, а в Швейцарии он стал платиновым. Альбом попал в топ-10 в Дании, Германии, Греции, Венгрии, Швеции и Швейцарии. Синглы с альбома были тоже популярны, они попали в топ-10 в таких странах, как Чехия, Дания, Финляндия, Венгрия, Италия, Россия, Швеция и даже в Бразилии, несмотря на то, что там альбом не был выпущен.

## Список композиций альбома
| №   | Название                             | Длительность |
| --- | ------------------------------------ | ------------ |
| 1.  | «Life Is a Flower»                   | 3:44         |
| 2.  | «Always Have, Always Will»           | 3:44         |
| 3.  | «Cruel Summer» (Cutfather & Joe Mix) | 3:33         |
| 4.  | «Travel to Romantis»                 | 4:08         |
| 5.  | «Adventures In Paradise»             | 3:30         |
| 6.  | «Dr. Sun»                            | 3:33         |
| 7.  | «Cecilia»                            | 3:53         |
| 8.  | «He Decides»                         | 3:07         |
| 9.  | «I Pray»                             | 3:16         |
| 10. | «Tokyo Girl»                         | 3:34         |
| 11. | «Don’t Go Away»                      | 3:39         |
| 12. | «Captain Nemo»                       | 4:01         |
| 13. | «Donnie»                             | 4:37         |
| 14. | «Cruel Summer» (Big Bonus Mix)       | 4:05         |

В переиздании в Великобритании композицию «Cecilia» заменили на «Cecilia (Ole Evenrude Mix)», а «Cruel Summer (Big Bonus Mix)» на «Everytime It Rains».
| №   | Название                                  | Длительность |
| --- | ----------------------------------------- | ------------ |
| 1.  | «Cruel Summer» (Cutfather & Joe Mix)      |              |
| 2.  | «Donnie» (Ole Evenrude edit)              |              |
| 3.  | «Whenever You’re Near Me»                 |              |
| 4.  | «Everytime It Rains»                      |              |
| 5.  | «Adventures In Paradise»                  |              |
| 6.  | «Don’t Go Away»                           |              |
| 7.  | «Cecilia»                                 |              |
| 8.  | «He Decides» (US album version)           |              |
| 9.  | «Always Have Always Will»                 |              |
| 10. | «Tokyo Girl»                              |              |
| 11. | «Travel to Romantis» (Larossi radio edit) |              |
| 12. | «Cruel Summer» (Aqua mix)                 |              |
| 13. | «Life Is a Flower»                        |              |

## Синглы
- 1998 — Life Is a Flower
- 1998 — Cruel Summer
- 1998 — Travel to Romantis
- 1998 — Tokyo Girl
- 1998 — Always Have Always Will
- 1999 — Everytime It Rains
- 1999 — Cecilia

## Чарты
| Чарты                  | Лучшая позиция |
| ---------------------- | -------------- |
| Austrian Albums Chart  | 15             |
| Danish Albums Chart    | 6              |
| Dutch Albums Chart     | 50             |
| Finnish Albums Chart   | 2              |
| French Albums Chart    | 16             |
| German Albums Chart    | 3              |
| Greece Albums Chart    | 1              |
| Mexican Albums Chart   | 8              |
| Norwegian Albums Chart | 12             |
| Spanish Albums Chart   | 38             |
| Swiss Albums Chart     | 1              |
| Swedish Albums Chart   | 5              |
| UK Albums Chart        | 15             |

## Сертификации
- Великобритания: серебряный (60,000+ продано)
- Дания: золотой (20,000+ продано)
- Швеция: золотой
- Швейцария: платиновый (40,000+ продано)